# Augustin Fresnel
Augustin-Jean Fresnel, född den 10 maj 1788 i Broglie, Eure, död den 14 juli 1827 i Ville-d'Avray, var en fransk fysiker som forskade om ljusets beteende, både fysiskt och teoretiskt. Han var bror till orientalisten Fulgence Fresnel.

## Biografi

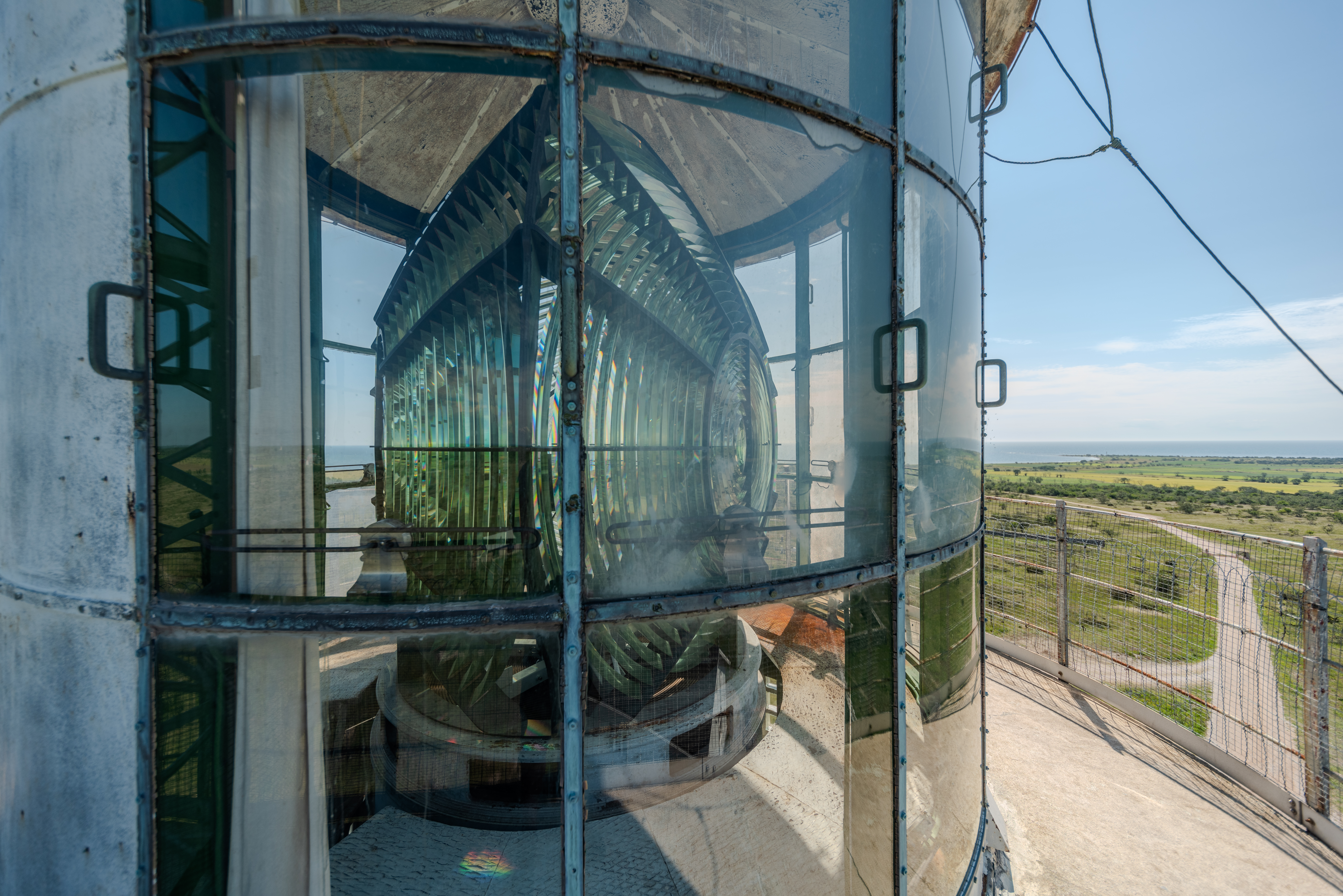
Första gradens Fresnel-lins i Hoburg fyr.

Fresnel, som var son till en arkitekt, hade som barn svårt för inlärning och kunde inte läsa när han fyllde åtta år. Detta tog han igen och blev sedermera ingenjör.
Han praktiserade länge som ingenjör och blev slutligen överingenjör för bro- och vägbyggnaderna samt sekreterare för franska fyrkommissionen.
År 1814 började Fresnel sin forskning om ljus och optik som han sedan höll på med fram till sin död. Han studerade såväl experimentellt som teoretiskt vissa interferensfenomen, ljusets polarisation samt ljusbrytning och polarisationsplanets vridning i dubbelbrytande material. Han behandlade också teoretiskt ljusets reflexion vid ytor i genomskinliga ämnen.
År 1818 fick han pris från Académie des Sciences för sin forskning om diffraktion. Han blev ledamot av akademien 1823. År 1824 fick han även Rumfordmedaljen av Royal Society i England.  Hans namn tillhör de 72 som är ingraverade på Eiffeltornet.
Fresnel är mest känd som uppfinnaren av Fresnel-linsen, en innovation som kom att användas i fyrar för sin förmåga att rikta ljus från en öppen låga i ett vertikalt plan. Cordouan var den första fyr i världen som år 1823 försågs med en sådan lins. Fresnel-linser, ofta av plast, används idag (2000-talet) till många olika ändamål som spotlights, trafikljus, strålkastare och optik där vikt, tjocklek eller kostnad är av betydelse.
Hans Oeuvres complètes utgavs i 3 band 1866–1870.

## Eftermäle
Asteroiden 10111 Fresnel är uppkallad efter honom.